# Todd Heap
Todd Benjamin Heap (* 16. März 1980 in Mesa, Arizona) ist ein ehemaliger US-amerikanischer American-Football-Spieler auf der Position des Tight Ends. Er spielte College Football für die Arizona State University, bevor er in der ersten Runde des NFL Draft 2001 von den Baltimore Ravens ausgewählt wurde. In seinen zehn Saisons für die Ravens fing er die meisten Touchdowns der Franchisegeschichte. Anschließend spielte er noch für die Arizona Cardinals, bevor er 2013 seine Karriere beendete.

## Biografie
Heap, der aus einer tief religiösen Familie stammt, wurde in seiner Kindheit von seinen Eltern von der „zu rauen“ Sportart American Football abgehalten und spielte ursprünglich Basketball. Erst als Jugendlicher wurde sein Talent erkannt, und an der Arizona State University wurde er beim lokalen Footballteam, den Sun Devils, ein wertvoller Tight End. Für seine Fangsicherheit erwarb er sich den Ehrennamen „Hands of Glue“ (dt.: Leimhände).

### Baltimore Ravens
Im NFL-Draft 2001 wurde Heap vom amtierenden NFL-Meister, den Baltimore Ravens, an 31. Stelle gedraftet. In den Jahren 2002 fing er sechs Touchdowns und erzielte 836 Yards Raumgewinn, wofür er in den Pro Bowl gewählt wurde. Im darauffolgenden Jahr erzielte er drei Touchdowns und war für 693 Receiving Yards Raumgewinn gut, womit er es wieder in den Pro Bowl schaffte.
Da die Ravens mit den vielfachen Pro-Bowl-Spielern Ray Lewis, Terrell Suggs und Ed Reed zwar eine sehr gute Defense, aber keinen guten Quarterback hatten (weder Elvis Grbac noch Kyle Boller erzielten ein Karriere-Quarterback-Rating von über 80), fehlte dem Team von Coach Brian Billick die Offense, um oben mitzumischen. Nach Verletzungsproblemen im Jahr 2004 hatte Heap 2005 (sieben Touchdowns, 855 Yards) und 2006 (sechs Touchdowns, 765 Receiving Yards) gute Jahre, ehe er 2007 wieder verletzungsbedingt lange pausierte.
2008 kehrte Heap in ein umgebautes Team zurück, in dem John Harbaugh den glücklosen Billick ersetzte und Rookie Joe Flacco Quarterback spielte. Als Runningbacks spielten Willis McGahee und Ray Rice im Backfield. Mit diesem Team erreichte Heap das Finale der American Football Conference (AFC), dort scheiterte sie aber mit 14:23 an ihren Rivalen, den Pittsburgh Steelers. Im Jahr 2009 stabilisierte sich Heap (sechs Touchdowns, 593 Receiving Yards), als die Ravens wieder die Play-offs erreichten, aber im Conference-Halbfinale von den späteren Meistern, den Indianapolis Colts mit 3:20 bezwungen wurden. In der nächsten Saison trug Heap mit fünf Touchdowns und 599 Receiving Yards dazu bei, dass die Ravens wieder das AFC-Finale erreichten, wo sie aber wieder mit 24:31 abermals den Steelers unterlagen.
Am 28. Juli 2011 wurde Heap von den Baltimore Ravens entlassen.
Am 28. September 2014 wurde Heap in den Baltimore Ravens Ring of Honor aufgenommen.

### Arizona Cardinals
Am 31. Juli 2011 unterschrieb Todd Heap einen Zweijahresvertrag bei den Arizona Cardinals. Damit kehrte Heap in seine Heimat zurück. Nach der Saison 2012 beendete er seine Karriere.

## Privatleben
Heap ist mit seiner Ehefrau Ashley verheiratet und hat mit ihr vier Kinder. Wie seine Eltern Deena und John und seine zwei Schwestern und drei Brüder ist er Mitglied der Kirche Jesu Christi der Heiligen der Letzten Tage (LDS), spendet regelmäßig 10 % seines NFL-Gehaltes und lehnt den Konsum von Alkohol und Tabak ab. Heaps Urahn emigrierte 1841 gemeinsam mit Kirchengründer Joseph Smith aus England in die Vereinigten Staaten, und sein Ur-Ur-Großvater John Henry Heap war der erste LDS-Missionar für den Bundesstaat Arizona.
Heap hat einen Abschluss in Betriebswirtschaft. In seiner Freizeit fährt er gerne Mountainbike. Über seine Mutter ist er mit dem College Football Hall of Fame Quarterback Danny White verwandt.
Am 14. April 2017 überfuhr Heap beim Umparken seines Lastwagens versehentlich seine dreijährige Tochter, die ihren Verletzungen kurz darauf erlag.